# Zemina Corona
Zemina Corona est une corona, formation géologique en forme de couronne, située sur la planète Vénus par -11,7° S et 186° E. Elle est localisée dans le quadrangle de Stanton. Elle a été nommée en référence à Zemina, déesse de la fertilité lituanienne.

## Géographie et géologie
Zemina Corona couvre une surface circulaire d'environ 530 km de diamètre. Cette formation fait partie des 34 coronae de plus de 500 km de diamètre sur la surface de Vénus.